# Violets Are Blue
Violets Are Blue (bra: As Violetas São Azuis) é um filme estadunidense de 1986, do gênero drama romântico, dirigido por Jack Fisk e escrito por Naomi Foner.

## Sinopse
Dois ex-namorados, Gussie e Henry, se reencontram após dezesseis anos de separação. Ele agora está casado e tem um filho e ela é uma fotógrafa famosa. Eles voltam a se envolver e Henry precisa decidir se abandona tudo e vai para Paris com Gussie ou se fica com a mulher.

## Elenco
- Sissy Spacek.... Gussie Sawyer
- Kevin Kline.... Henry Squires
- Bonnie Bedelia.... Ruth Squires
- John Kellogg.... Ralph Sawyer
- Jim Standiford.... Addy Squires
- Augusta Dabney.... Ethel Sawyer
- Kate McGregor-Stewart.... Sara Mae
- Adrian Sparks.... George
- Annalee Jefferies.... Sally
- Michael Mack.... Ben
- Erin Malooly.... Erin
- Megan Malooly.... Kathleen